# ساختار سازمانی سلولی

فرض کنید که این تصویر شبکه‌ای ۳x۳، نشانگر یک گروه اجتماعی شامل ۹ نفر در شرایط مشابه است. هر یک از آن‌ها می‌بایست حداقل با یک نفر دیگر در ارتباط باشد (خطوط مشکی چنین ارتباطی را نمایش می‌دهد). فرد بالا در سمت چپ، هم در یک پروژه سه نفره (با رنگ قرمز نشان داده شده) و هم در یک پروژه چهار نفره (با رنگ سبز مشخص شده) شرکت دارد. در چنین ساختار سلولی‌ای، با از دست رفتن نفر بالا در سمت چپ، گروه ب تمامی پروژه‌هایش، هنوز زنده است و به حیات خود ادامه می‌دهد.

ساختار سازمانی سلولی یک شبکه و نهاد است که شامل سلول‌هایی با کارکرد مستقل می‌باشد. این شبکه هر چند به لحاظ زیستی زنده به‌شمار نمی‌رود، اما قادر است بوسیلهٔ سلول‌های خود، کارکرد سیستم‌های زندهٔ زیستی را تقلید کند و اهداف آن را محقق نماید. به این ترتیب برای شناخت مشکلات شناسایی و عیب‌زدایی و پیدا کردن راهکارها عمل می‌کند. سلول‌های شبکه، درون شبکه با هم در ارتباط هستند و اطلاعات را مبادله می‌کنند. ساختار سازمانی سلولی، با نام‌های دیگری مانند، سازمان سلولی، سازمان شبکه‌ای و ساختار شبکه‌ای نیز شناخته می‌شود.

## کاربردها
ساختار سازمانی سلولی در علم اقتصاد و نیز مدیریت اجرایی کسب و کار و دیگر حرفه‌ها کاربرد دارد. سازمان سلولی در مقابل و متضاد سازمان سلسله‌مراتبی موجود سنتی قرار می‌گیرد، که در آن یک نفر به عنوان رهبر در بالا قرار دارد و به مراتب پایین‌تر دستور می‌دهد.

## پیدایش مفهوم
چه گوارا و مائو تسه‌تونگ برای جنگ چریکی چنین سلول‌هایی را تعریف کرده‌اند.
همین‌طور در نظم خودجوش که توسط نظریه‌پرداز برجسته فریدریش آوگوست فون هایک بیان شده‌است به چنین ساختار سلولی اشاره دارد.